# Scopula stigmata
Scopula stigmata là một loài bướm đêm trong họ Geometridae.